# Cocktail d'amore/Disco tic
Cocktail d'amore/Disco tic è un singolo della cantante italiana Stefania Rotolo, pubblicato nel 1979.

## Descrizione
Cocktail d'amore era la sigla di chiusura di Tilt, varietà televisivo del 1979 tutto incentrato sul mondo della discoteca, scritta da Cristiano Malgioglio, Corrado Castellari e Marcello Mancini, allora compagno e scopritore della soubrette. Sul lato b è incisa Disco tic, sigla iniziale del programma.
Il 45 giri della canzone staziona per diverse settimane nei dischi più venduti in hit parade, toccando la seconda posizione . Il pezzo avrebbe dovuto preludere ad un intero album composto per la showgirl da Malgioglio e Castellari che non verrà mai realizzato per la prematura scomparsa della cantante. 
Il brano fu eseguito dal maestro Paolo Ormi al piano, Achille Oliva al basso, Giancarlo De Matteis alla chitarra e Marco Pirisi alla batteria.
Con il passare del tempo, Cocktail d'amore è diventata anche una cult song per la comunità LGBT italiana. La canzone si avvale infatti di un testo ironico e gay-friendly, con espressioni che lasciano qualche dubbio sull'identità sessuale della persona oggetto delle attenzioni della protagonista (si pensi, per esempio, all'incipit "io vengo sempre qui in discoteca per cercare qualche cosa da amare"). Sapendo benissimo che la pista da ballo è un luogo in cui si possono fare incontri interessanti e facilmente "finalizzabili", la ragazza dichiara apertamente di frequentarla per avere l'occasione di rimorchiare. Salvo poi domandarsi se quel "boom d'amante" (altra espressione, per così dire, "neutra") in cui si è imbattuta si trasformerà in una relazione importante o se il tutto durerà solo per il breve ma intenso spazio di un cocktail.
Nel 2002, il brano ha ispirato il titolo del programma omonimo di revival degli anni 80 condotto da Amanda Lear, che ha inciso una cover del brano utilizzandolo come sigla iniziale.
Il brano ha ispirato il nome di una nota festa LGBT friendly a Berlino, chiamata appunto “Cocktail d’amore”.

## Tracce
Lato A
1. Cocktail d'amore – 3:41 (Cristiano Malgioglio-Corrado Castellari-Marcello Mancini)

Durata totale: 3:41
Lato B
1. Disco tic – 4:05 (Cristiano Malgioglio-Marcello Mancini)

Durata totale: 4:05